# NGC 4215
NGC 4215 é uma galáxia espiral (S0-a) localizada na direcção da constelação de Virgo. Possui uma declinação de +06° 24' 03" e uma ascensão recta de 12 horas, 15 minutos e 54,6 segundos.
A galáxia NGC 4215 foi descoberta em 13 de Abril de 1784 por William Herschel.